# Alborga
Alborga är en småort i Gävle kommun och by i Valbo socken och. 
Alborga omtalas första gången 1319 ('i Alebärga'), då Hille kyrka ägde jord i byn. 1461 deltog två bönder från byn i häradets synenämnd. 1547–1567 fanns 4 mantal skatte i Alborga.
I byn finns byggnaden Alborgen, där det fram till 2021 fanns verksamhet i form av ett äventyrshus.

## Befolkningsutveckling
| Befolkningsutvecklingen i Alborga 2005–2015 | Befolkningsutvecklingen i Alborga 2005–2015 | Befolkningsutvecklingen i Alborga 2005–2015 | Befolkningsutvecklingen i Alborga 2005–2015 | Befolkningsutvecklingen i Alborga 2005–2015 |
| ------------------------------------------- | ------------------------------------------- | ------------------------------------------- | ------------------------------------------- | ------------------------------------------- |
|                                             |                                             |                                             |                                             |                                             |
| År                                          |                                             |                                             | Folkmängd                                   | Areal (ha)                                  |
| 2005                                        | 2005                                        |                                             | 66                                          | 12#                                         |
| 2010                                        | 2010                                        |                                             | 69                                          | 12#                                         |
| 2015                                        | 2015                                        |                                             | 82                                          | 20#                                         |
| Anm.: Ny småort 2005. # Som småort.         |                                             |                                             |                                             |                                             |